# بطولة تونس لكرة السلة للرجال 1998–99
بطولة تونس لكرة السلة للرجال 1998–99 هو الموسم رقم 44 من بطولة تونس لكرة السلة للرجال.

فاز بهذا الموسم الزهراء الرياضية.

## روابط خارجية
- الموقع الرسمي للجامعة التونسية لكرة السلة.